# Comuna Borovîkî, Cernihiv
Borovîkî (în ucraineană Боровики) este o comună în raionul Cernihiv, regiunea Cernihiv, Ucraina, formată din satele Borovîkî (reședința), Budîșce, Hatîlova Huta, Liskî, Lisne, Vasîleva Huta și Vorohivka.

## Demografie
Componența lingvistică a comunei Borovîkî
     Ucraineană (99,21%)
     Alte limbi (0,78%)
Conform recensământului din 2001, majoritatea populației comunei Borovîkî era vorbitoare de ucraineană (99,21%), existând în minoritate și vorbitori de alte limbi.